# Gafur Jegeni
Gafur Jegeni (ur. 1907 w Debarze, zm. 26 lutego 1951 w Mëniku) – albański strażnik graniczny, ofiara egzekucji z 1951 roku.

## Życiorys
Kształcił się w szkole wojskowej w Tiranie, następnie w jednej z włoskich akademii straży granicznej.
Po inwazji na Albanię zorganizował w 1939 roku antyfaszystowski wiec we Wlorze, za co został skazany przez włoski sąd wojskowy na karę śmierci; karę jednak zamieniono na internowanie, trwała ona do 1943 roku. Po II wojnie światowej nie wrócił do służby w straży granicznej i wycofał się z życia publicznego.
27 lutego 1950 roku pod rzekomymi zarzutami udziału w organizacji terrorystycznej, szpiegostwa, antyrządowej propagandy i podżegania do wojny został skazany przez albański Sąd Najwyższy na karę śmierci; wyrok wykonano dnia 26 lutego 1951 roku w ramach zbiorowej egzekucji.

## Odznaczenia
26 lutego 2011 roku został pośmiertnie uhonorowany orderem Nderi i Kombit przez prezydenta Albanii Bamira Topiego.